# Thladiantha punctata
Thladiantha punctata är en gurkväxtart som beskrevs av Bunzo Hayata. Thladiantha punctata ingår i släktet berggurkor, och familjen gurkväxter. Inga underarter finns listade i Catalogue of Life.